# Atémi (périodique)
Pour les articles homonymes, voir Atemi.
Atémi est une revue de l'éditeur de Petit format Aventures & Voyages qui a eu 270 numéros de juillet 1976 à mars 1990. Mensuel du N°1 au 12 puis bimensuel jusqu'au 222 et à nouveau mensuel jusqu'à la fin. Revue spécialisée dans les arts martiaux issus de l'agence Selecciones Ilustradas de Barcelone, mais ayant publié de nombreux récits de guerre en provenance de Fleetway (Angleterre) dont la plupart de la revue Battle.

## Les Séries
- Air Hawk
- Alerte... Zéros !
- Black Jack
- Capitaine Prince
- Chris Marlow
- Cinq de Commando
- Cliff
- Esclave du ring
- Eva Wong
- Hiber
- Humbert Higgs
- Hurricane Boy
- James Bond
- Jimmy Chang
- Johnny Hazard
- L'Odyssée du Nightshade
- La Brigade des marionnettes
- Lanky Lank
- Luron d'abord
- Les Inséparables
- Les Poulains de Brady
- Max le Rouge
- Mr Muscle
- Panthera
- Panzer grenadier
- Petite Plume
- Poing d'acier
- Puma Noir
- Rocky
- Sergent Jim
- Steve Dallas
- Tchi-Kiaï
- Top Secret
- Tsé-Kahn
- Ya'Thor l'indomptable